# Неохалкидонизъм
Неохалкидонизмът е понятие, родено в традицията на западната – римокатолическа и протестантска – богословска мисъл, с което се изразява идеята, че между христологията на Кирил Александрийски, възтържествувала на Третия вселенски събор, и христологията на Четвъртия вселенски събор (в Халкидон през 451 г.) съществуват същностни противоречия, които са примирени – до голяма степен изкуствено – по настояване на имп. Юстиниан Велики на Петия вселенски събор.
За първи път за неохалкидонизма като особена интерпретация на Халкидонската христология пише френският изследовател Жозеф Льобон в началото на ХХ век. По-късно неговите възгледи са доразвити от Марсел Ришар, Шарл Мьолер и др.
В традицията на православното богословие идеята за неохалкидонизма се отхвърля, тъй като предпоставеното в нея противоречие се смята за несъществуващо и следователно изкуствено измислено. Сред най-известните противници на тази идея са православни богослови като протопрезвитер Йоан Майендорф, протопрезвитер Йоан Романидис и Алексей Иванович Сидоров. Според тях в идеята за неохалкидонизма намира израз широко застъпената на Запад през ХХ век тенденция към реабилитиране на осъдения от Третия вселенски събор Несторий и на неговия учител Теодор Мопсуестийски, който е осъден, заедно с всичките си съчинения, на Петия вселенски събор.
Въпросът за или против идеята за неохалкидонизма до голяма степен зависи от начина на интерпретиране на основни богословски термини като природа, ипостас, същност и лице – в учението на св. Кирил Александрийски, в халкидонската христология и в христологията на отците от Петия вселенски събор.
|  | Тази страница представлява или съдържа производна работа на страницата Неохалкидонизъм от сайта Енциклопедия „Двери“ към 2 декември 2007. Оригиналният текст с автор(и) Борис Маринов, както и тази производна версия, са защитени от Криейтив Комънс лиценз, лиценз за свободна документация на ГНУ или друг лиценз, съвместим с Уикипедия. ВАЖНО: Този шаблон се отнася единствено до авторските права върху съдържанието на статията. Добавянето му не отменя изискването да се посочват конкретни източници на твърденията, които да бъдат благонадеждни. |